# Leptoteleia peninsularis
Leptoteleia peninsularis är en stekelart som beskrevs av Saraswat 1982. Leptoteleia peninsularis ingår i släktet Leptoteleia och familjen Scelionidae. Inga underarter finns listade i Catalogue of Life.